# Mansfield (Pensylwania)
Mansfield – miasto w Stanach Zjednoczonych, w stanie Pensylwania, w hrabstwie Tioga.